# Walter Gamerdinger
Walter Gamerdinger war ein deutscher Fußballtorwart. Obwohl er in den Jahren rund um den Ersten Weltkrieg zu „den besten Vertretern seines Faches in Norddeutschland“ zählte, ist über seine Biographie kaum etwas bekannt.

## Bei Union 03 Altona
Gamerdinger, der zuvor bei der Altonaer SpVgg., dann bei Germania 1887 Hamburg das Tor hütete, spielte seit 1913 für Union 03 Altona in der damaligen höchsten Liga – mit Ausnahme der Saison 1913/14 war das die A-Klasse (oder I. Klasse) des aus dem Hamburg-Altonaer Fußball-Bund hervorgegangenen Regionalverbands für die Nachbarstädte Hamburg und Altona. 1913/14 gab es sogar eine Norddeutsche Liga, in der Union allerdings nur auf dem neunten und vorletzten Platz abschloss. Zu einem Titel reichte es für die „Kreuzweg-Elf“ und ihren Torhüter in keinem dieser Jahre. Dafür wurde er am 8. Februar 1914 erstmals in die Norddeutsche Auswahl berufen, mit der er nach einem 3:2 über Brandenburg und, 14 Tage später, dem 2:1 über Mitteldeutschland den Kronprinzenpokal gewann. Nach Ausbruch des Weltkrieges ruhte dieser Wettbewerb zunächst, bis die NFV-Auswahl 1916/17 diesen Titel erneut gewinnen konnte – und ihr Torhüter Walter Gamerdinger musste in den drei Begegnungen gegen Westdeutschland (7:0 am 8. Oktober 1916), Brandenburg (4:0 am 12. November 1916) und Süddeutschland (2:1 am 8. April 1917) nur ein einziges Mal hinter sich greifen. Ob er zwischen 1914 und 1918 seinen Dienst als Soldat verrichten musste, ist nicht bekannt; jedenfalls wurde er im Pokalwettbewerb 1917/18 nicht berücksichtigt. Insgesamt stand Gamerdinger in elf Repräsentativspielen im norddeutschen Tor.

## Ein teurer Vereinswechsel
1919 wechselte er zum Lokalrivalen Altona 93, der sich aufgrund einer Fusion kurzzeitig VfL Altona nannte. Wenn Walter Gamerdinger sich von diesem Wechsel zum etwas älteren und etwas erfolgreicheren Nachbarn aus Bahrenfeld einen Karrieresprung erhofft hatte, wurde diese Erwartung bitter enttäuscht: der Verband sperrte ihn umgehend, und das für gleich drei Jahre. Was genau der Anlass für diese drakonische Bestrafung gewesen war, kann nur vermutet werden, weil er in der Literatur nur angedeutet wird. Er habe sich bei diesem „Vereinswechsel mit zweifelhaftem Hintergrund“ laut einem zeitgenössischen Presseartikel „gegenüber seinem alten Verein unschön benommen“, während ein anderer Autor gar nur seine „durch ein Gnadengesuch aufgehobene, lange Disqualifikation“ erwähnt und die Union-Festschrift den Vorgang gänzlich ignoriert. Es liegt aber nahe, dass die aufgrund häufig fünfstelliger Zuschauerzahlen nicht eben armen 93er Gamerdinger den Wechsel mit materiellen Angeboten oder der Zusage einer festen Arbeitsstelle schmackhaft machten; solche Verstöße gegen das Leitbild des „puren Amateurismus“ wurden vom DFB und den Regionalverbänden regelmäßig unnachsichtig geahndet.

## Bei Altona 93
Kurz vor Weihnachten 1920 wurde Walter Gamerdinger vorzeitig begnadigt und stand bei einem 1:3 verlorenen Freundschaftsspiel gegen Bayern München für die „Jäger-Elf“ im Tor. Die lange Pause scheint seiner Spielstärke nicht gerade zuträglich gewesen zu sein, denn er leistete sich in den ersten Monaten wiederholt „schwache Leistungen und Fehler“, etwa beim 2:2 gegen die Stuttgarter Kickers oder beim 0:1 gegen B 93 Kopenhagen. Bei den zahlreichen nationalen und internationalen Begegnungen, die die Altonaer bis zum Sommer 1921 austrugen, kassierte er in einer starken Mannschaft etliche Treffer – unter anderem vor eigenem Publikum beim 3:4 gegen Malmö FF sowie auswärts beim Dortmunder SC 95 (5:4-Sieg) und Ajax Amsterdam (0:3). In anderen Partien wie dem 6:2 beim Kölner BC, dem 5:1 bei Union 80 Düsseldorf und dem 2:1 über den Wiener AC machte er hingegen eine gute Figur.

Trotz dieser Schwankungen war er in der Saison 1921/22 unter dem schottischen Trainer Willie Barr der unumstrittene Stammkeeper der Schwarz-Weiß-Roten. In der Meisterschaft allerdings reichte es nur zum zweiten Platz der Elbe-Liga hinter dem Eimsbütteler TV; entscheidend für den Zwei-Punkte-Rückstand waren ausgerechnet die beiden Spiele gegen Gamerdingers vorherigen Klub Union Altona (1:1 und 0:2). Auch in dieser Spielzeit waren die Meisterschaftsspiele für die Bahrenfelder beinahe Nebensache: bei diversen Freundschaftsspielen, für die die Vereine in den Inflationsjahren oft „20.000 bis 50.000 Mark kassieren“ – und das in harter Valuta –, zeigte der Torhüter seine Klasse und trug wesentlich zu deren Erfolgen gegen starke Gegner bei, so etwa im neuen, eigenen Stadion anlässlich des Eröffnungsspiels am 30. Oktober 1921 vor 16.000 Zuschauern gegen den Hamburger SV (1:1), beim 3:2 gegen den Duisburger SpV sowie dem 8:3 über den SV Waldhof, und auch auswärts (5:1 beim Duisburger SV, 1:0 bei Duisburg 08, gar 6:0 beim FC Basel).
Dennoch hat Walter Gamerdinger den Verein nach drei Jahren – von denen er nur 18 Monate spielen durfte – verlassen. Der Grund dafür ist nicht bekannt; möglicherweise hat die Verpflichtung des Nordauswahl- und späteren Nationaltorhüters Hans Wentorf durch Altona 93 den Ausschlag gegeben. Ebenso wenig kann gesagt werden, ob und wo Gamerdinger ab Sommer 1922 noch Fußball spielte und was aus ihm geworden ist. 1930 allerdings stand er aus Anlass des 25-jährigen NSV-Jubiläums noch einmal im Tor eines Teams von Altrepräsentativen, danach verliert sich seine Spur endgültig.